# 东岳观 (平阳)
东岳观，位于浙江省平阳县昆阳镇寿桃山麓，是一座道教宫观。

## 历史
东岳观始建于北宋治平三年 (1066)，初名“宗志观”。南宋绍兴年间（1131年－1163年），改称“广福宫”。
中华人民共和国成立后，东岳观经土地改革确权之后，东岳观房产受到法律及政策的保护。文化大革命期间，东岳观遭受严重破坏，房产被单位及个人占用，拆除出卖。1983年，中共落实宗教政策，道教界人士在东岳观恢复正常的宗教活动。1986年，东岳观被定为平阳县文物保护单位。
从1983年恢复宗教活动以来，在当地党委、政府的帮助下，曾被有关单位占用的东岳观主体殿堂及大部分房产均先后移交归还东岳观。但是，占用土地改革确权后的东岳观址范围内的土地建厂的平阳县油泵机械厂，一直未腾退归还土地。平阳县人民政府为此曾发出〔1988〕93号文件，文件中指出：“为了保证重点文物单位完整性，县油泵机械厂应贯彻落实县府平政〔1987〕213号等有关文件及平阳县“平发字〔1985〕10号文件”，将工厂从东岳观保护区范围内迁出，但平阳县油泵机械厂一直未迁出。东岳观相继对主体殿堂、厢房进行了翻修，但因平阳县油泵机械厂占用的1150.14余平方米的道观地产未交还，妨碍了东岳观的整体规划及建设，东岳观长期不能恢复原貌。后来，平阳县油泵机械厂已停产，厂房闲置。2013年3月，第十二届全国政协委员、中国道教协会副会长黄信阳在中国人民政治协商会议第十二届全国委员会第一次会议上提交提案，迫切要求平阳县油泵机械厂归还东岳观地产。

## 建筑
东岳观的现存建筑有圣门、府门、东岳殿、大罗宝殿、斗姥阁、功德堂、斋堂、客房、厢房等等，多数是清朝道光及光绪年间平阳县知县沈茂嘉等人集资重建。
东岳观的主殿为东岳殿，面阔五间，供奉东岳大帝木雕坐像，额悬“爵与天齐”大匾，殿前有两株樟树。
大罗宝殿是重檐庑殿式，带有飞檐斗拱，供奉玉皇大帝像，配祀雷声普化天尊、太乙救苦天尊、三清塑像。殿前有醮坛，坛下左右各设一长方形水池，殿后有树木花草。
斗姥阁重建于清朝光绪十七年（1892年），因供奉斗姥元君而得名。登上斗姥阁可俯瞰平阳城。